# Младен Тепавчевић
Младен Тепавчевић je познати српски пливач, који је рођен 26.октобра 1976. у Сарајеву (Босна и Херцеговина). Пливао је за Србију и Црну Гору на Олимпијским играма 2004. године. Он се такође квалификовао да представља Србију на Олимпијади 2008, али није пливао. Тепавчевић држи српски рекорд у свим мушким прсним догађајима. Такмичио се у Атини, у Грчкој, на 100 метара прсно, где је регистровао време од 1:03.52, што је довољно за укупно 29. место од 60 пливача. Квалификовао се за Олимпијске игре 2008. са 1:02,80 пливао је на 33. месту на Светском првенству у воденим спортовима 2007. на 100 метара прсно.. Пливао је и на Светском првенству 2003. и 2005. године. Данас је пливачки тренер у клубу Сундфелаг Хафнарфјардар СХ - и тренер пливачке репрезентације Исланда. Има троје деце.